# Stelis brunnea
Stelis brunnea är en orkidéart som först beskrevs av Robert Louis Dressler, och fick sitt nu gällande namn av Alec M. Pridgeon och Mark W. Chase. Stelis brunnea ingår i släktet Stelis och familjen orkidéer. Inga underarter finns listade i Catalogue of Life.